# Црвена земља
„Црвена земља“ је југословенски филм из 1975. године. Режирао га је Бранимир Тори Јанковић, који је написао и сценарио.